# North Seaton
North Seaton är en ort i civil parish Ashington, i grevskapet Northumberland i England. Orten är belägen 10 km från Morpeth. North Seaton var en civil parish 1866–1935 när det uppgick i Newbiggin by the Sea. Civil parish hade 1 726 invånare år 1931.